# José de Canterac
César José de Canterac Orlic y Donesan (Casteljaloux, Lot y Garona, Francia, 29 de julio de 1786 - Madrid, España, 18 de enero de 1835) fue un militar español de origen francés. Participó en la Guerra de la Independencia Española y en las guerras de emancipación de los virreinatos de Nueva Granada y Perú.

## Guerra de Independencia Española
Nacido Joseph-César Cantérac d'Andiran d'Ornézan. Hijo de un capitán de artillería, su familia emigró a España en 1792 y su padre sirvió en el ejército español durante la Guerra del Rosellón. Inició su carrera militar en el arma de artillería, pasando luego a la caballería, en la cual sirvió durante la guerra contra Napoleón; en 1810, cuando contaba con tan sólo 24 años de edad, había sido nombrado jefe de Estado Mayor del ejército del general O'Donnell, destacándose notablemente en la campaña contra el castillo de La Bisbal, que culminó con la rendición del general francés François Xavier de Schwarz (1762-1826) y le valió a O'Donnell el título de conde de la Bisbal. En 1815 fue ascendido al rango de brigadier, siendo nombrado jefe de una división de 2.700 hombres destinada a reforzar el Ejército Real del Perú y que debía dirigirse por la ruta de Panamá.

## Venezuela y Nueva Granada
A su llegada a la Capitanía General de Venezuela en 1817, la división de Canterac fue incorporada por el general Pablo Morillo en su lucha contra los insurgentes patriotas, por la conquista de la isla de Margarita, combatiendo en los ataques a los fuertes de Pampatar y en la sangrienta toma de Juan Griego. El 21 de mayo desembarcó en Cumaná la expedición del brigadier Canterac, compuesta por unos 2,600 peninsulares distribuidos en los batallones ‘‘2º Burgos’’ y el ‘‘2º de Navarra’’, un escuadrón de Lanceros del Rey, otro de cazadores y una compañía de artillería. Su misión era ayudar al teniente general Pablo Morillo en la tierra firme de Venezuela para luego dirigirse, a través del istmo de Panamá, al Virreinato del Perú.
Aprovechando la división entre sus enemigos, la guarnición de Cumaná pasó a la ofensiva, y el 10 de junio Canterac venció al general Santiago Mariño en Carlos López, boca del río de Cariaco. Allí, las tropas independentistas perdieron la mayoría de su armamento, tres piezas de artillería, y tres de sus oficiales fueron capturados y posteriormente fusilados.
El general Morillo ante la carencia de hombres para continuar la lucha en Costa firme retuvo en la Capitanía General de Venezuela todas las tropas expedicionarias de la división Canterac destinadas al Perú, contrariando las órdenes de la metrópoli, por lo que a principios de 1818 únicamente llegaron a Lima el brigadier Canterac, sus ayudantes (entre los que se encontraba el futuro mariscal Ramón Gómez de Bedoya) y 90 hombres de caballería.

## Perú

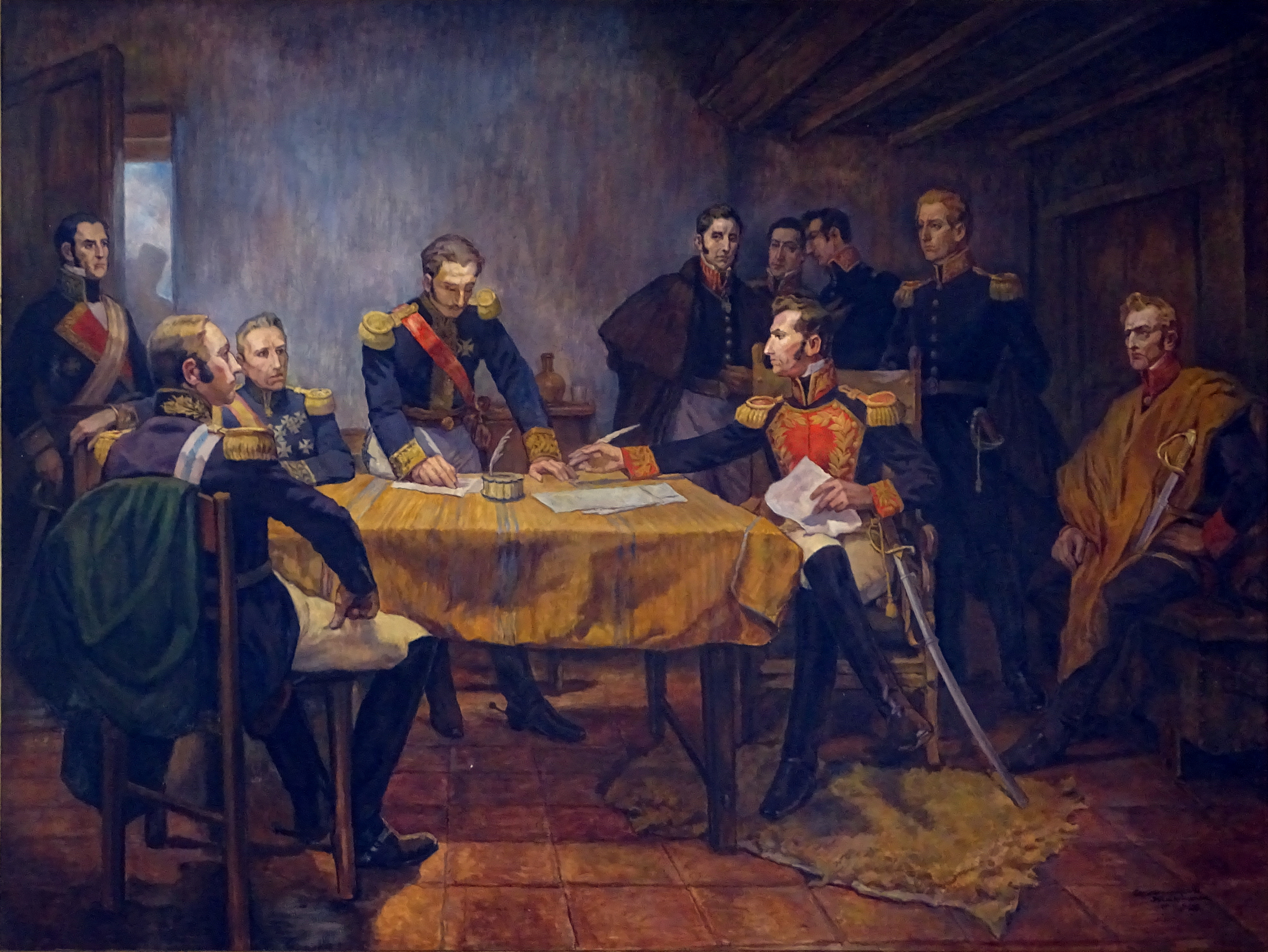
El general Canterac (de pie al centro) firmando la capitulación de Ayacucho, óleo del pintor peruano Daniel Hernández.

Tras ser destinado por el virrey Pezuela al ejército que operaba en el Alto Perú, al mando del general José de la Serna, en agosto de ese mismo año acompañó la invasión de Pedro Antonio Olañeta y Gerónimo Valdés a Jujuy destacándose en la dispersión de las partidas guerrilleras al mando de los caudillos Uridondo, Espinoza y Sánchez. En 1819 dirigió la vanguardia del ejército real que ocupó la ciudad de Jujuy el 26 de marzo. Tras la renuncia del general La Serna al mando del ejército del Alto Perú, el brigadier Canterac quedó mandando dichas fuerzas hasta la llegada del nuevo general en jefe Juan Ramírez Orozco que por entonces se encontraba presidiendo la audiencia de Quito.
En 1820, luego de producido el desembarco en costas peruanas de la expedición del general San Martín, el brigadier Canterac se embarcó en el puerto de Arica con una pequeña división destinada a reforzar el ejército que guarnecía Lima acantonado en Aznapuquio, donde a su llegada fue nombrado por el virrey Jefe del Estado Mayor General del Ejército en reemplazo del mariscal José de la Mar. Al igual que otros altos oficiales del ejército real tomó parte en la deposición del virrey Pezuela y ese mismo año dirigió la retirada a la Sierra después de la Conferencia de Punchauca, en la que había participado. En septiembre de 1821 expedicionó a las sitiadas fortalezas del Callao de las cuales extrajo hombres y armamentos para luego retirarse nuevamente a sus cantones en la sierra.
Ascendido a Mariscal de Campo en 1822 derrotó a una importante división del ejército libertador en la batalla de Macacona, siendo nombrado general en jefe del Ejército del Norte. En 1823 volvería a vencer a los insurgentes en la batalla de Moquegua, lo que significó en la práctica la desaparición del ejército expedicionario que el general José de San Martín había traído al Perú de Chile y Argentina y que le valió el ascenso a Teniente General. A mediados de 1823, ante los sucesivos desastres de las armas patriotas, Simón Bolívar, en una carta al general Santander, explicaba así la imperiosa necesidad de recibir urgentes refuerzos de Colombia para consolidar la independencia del Perú.

La verdad sea dicha. Si Ud. no me manda 3.000 hombres con 1.000 llaneros, armas y municiones, crea Usted que Canterac conquista a Colombia; Canterac es un gran militar y tiene 10 o 12 subalternos admirables. Ha peleado con La Serna por la operación sobre Lima y probablemente no puede volver al Alto Perú porque su cálculo le ha salido errado. Por consiguiente él dilatará el teatro de sus operaciones al norte, así como nosotros al sur.

En 1824 el ejército real dirigido por Canterac ocupó brevemente Lima ante la retirada de los independentistas a los castillos del Callao. Durante la campaña final por la independencia del Perú, dirigida ahora por Simón Bolívar, encabezó la carga de la caballería realista en la batalla de Junín, en la cual fue derrotado y el ejército que mandaba tuvo que retroceder hacia Cuzco.
Fue comandante de las fuerzas de reserva en la batalla de Ayacucho. Cuando De la Serna fue herido, asumió el mando hasta la derrota definitiva. En representación del virrey firmó la capitulación después de la batalla, lo que significaba en la práctica la definitiva derrota realista en América del Sur, aunque hasta 1826 aún quedarían focos de resistencia aislados en el Callao, Chiloé y el Alto Perú.

## Retorno a España

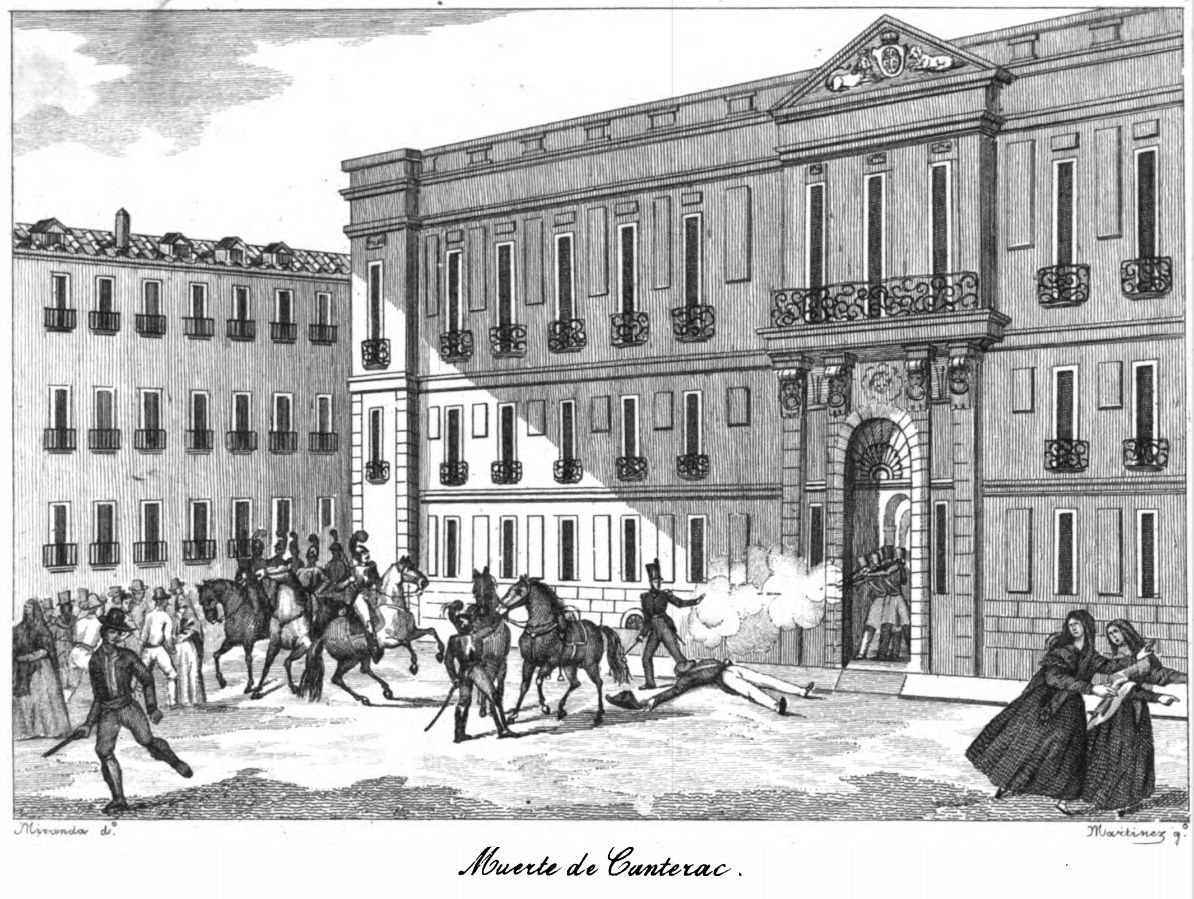
Muerte de José de Canterac frente a la Real Casa de Correos. Grabado de El Panorama Español

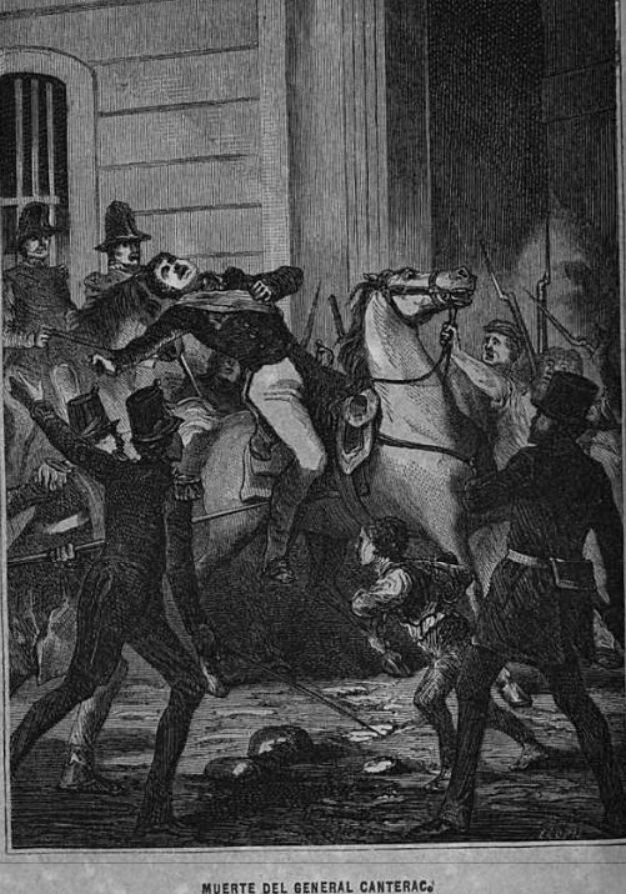
Grabado que representa el asesinato del capitán general Canterac durante la sublevación en la Casa de Correos (1835).

Regresó a España en 1824, permaneció en cuartel hasta 1832, lapso en el cual contrajo matrimonio con la dama Manuela Domínguez y Llorente Navas Padilla (1808-1848), nativa de Ceuta, residiendo por un tiempo en Valladolid. Durante la guerra civil portuguesa sirvió en el ejército de operaciones en Portugal, seguidamente fue comandante general del campo de Gibraltar para luego ser ascendido al alto cargo de capitán general de Madrid el 15 de enero de 1835.
Encontrándose desempeñando este cargo, en enero de ese mismo año estalló la sublevación liberal del teniente Cayetano Cardero de la Vega del regimiento de Aragón, quien puso sobre las armas a las tropas que guarnecían la Casa de Correos (ubicada en la Puerta del Sol), demandando el restablecimiento de la Constitución de 1812. Creyendo que su mera presencia bastaría para sofocar la sublevación, que a pesar de sus simpatías liberales comprometía directamente la dignidad de su cargo, el capitán general Canterac se presentó ante los amotinados acompañado únicamente por su ayudante, recriminando duramente al teniente Cardero a quien desarmó y sable en mano se dirigió a los soldados a los que conminó a vivar el estatuto real, lo que estos desobedecieron. Totalmente fuera de sí, Canterac lanzó dos veces el extraño grito de "¡Viva el Rey!", siendo que a la segunda ocasión una descarga proveniente de un grupo de paisanos armados dio muerte instantáneamente al capitán general e hirió gravemente a un soldado de los amotinados. El teniente Cardero, quien había permanecido impasible durante este trágico suceso, ordenó que el cadáver del capitán general Canterac fuera trasladado con respeto a la Casa de Correos y los soldados y paisanos armados fueran despejados de la zona. Algunos autores han atribuido la culpabilidad de la muerte del general Canterac al teniente Cardero, mientras que otros sostienen que este general cayó víctima de su temeridad, deber y pundonor.
En honor a los servicios prestados a la corona y en atención a su trágico fin, la Reina Isabel II otorgó, el 17 de enero de 1848, a la viuda del general Canterac, el título de Condesa de Casa-Canterac que hoy en día aún ostentan sus descendientes. Tuvo con su esposa cuatro hijas y un hijo, José, quien heredó el título condal.